# Anticlinal
Es denomina anticlinal el plec de l'escorça terrestre en forma de llom, els flancs del qual s'inclinen en sentits oposats.

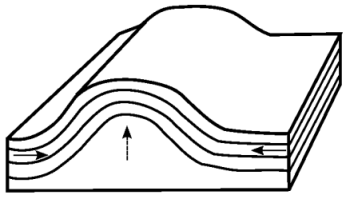
En un anticlinal, l'empenta tectònica genera una deformació dels materials geològics

## Etimologia
De la preposició grega anti> davant, oposat i del verb kline> inclinar, desplaçar-se cap avall, és a dir, inclinació divergent, perquè els flancs s'inclinen en direccions oposades.
Plec que té en el nucli els materials més antics

## Descripció estructural
L'anticlinal és una deformació en plec format en roques disposades en estrats, que resulta d'esforços tectònics de tipus divers. En general, un plec anticlinal pot produir-se per pressions tangencials, per lliscament o corriment, per intrusió o ejecció de materials des d'àrees més profundes, o per deformacions verticals del substrat. Excepte en aquests dos darrers casos, el plec representa una reducció de l'àrea ocupada inicialment pels estrats i sol requerir l'existència d'un material plàstic en la base dels estrats plegats. En el cas de les deformacions verticals del substrat a causa del moviment de blocs, els esforços en la cobertora són distensibles. Igualment ho són en els plecs formats per intrusió o ejecció de materials plàstics més profunds, els quals acaben constituint el nucli del plec.
Un anticlinal es compon, en una secció transversal, de flancs i xarnera. Els flancs estan compostos pels estrats que s'inclinen en sentits oposats. Quan el plec està format per estrats de diferent competència i plasticitat, els flancs poden presentar discordances en el capbussament per variacions de la potència dels estrats més plàstics que, pressionats en els sinclinals i en les parts on hi ha més compressió, tendeixen a acumular-se cap a les zones del flanc on la pressió és menor.

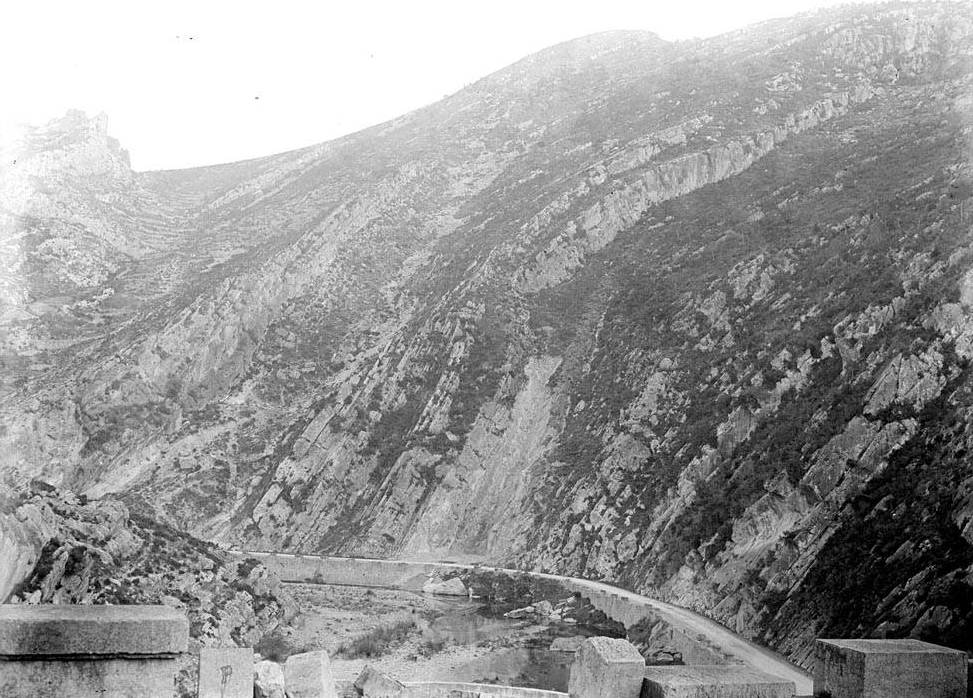
Anticlinal del Puigcabrer a la dècada de 1920

La xarnera és el lloc on es produeix la curvatura del plec o, si es vol, el lloc on els flancs es troben. La xarnera pateix tensions de distensió a conseqüència de la curvatura, de manera que tendeix a obrir-se amb falles normals. Per aquesta causa, la xarnera és el punt més feble del plec, el lloc per on l'erosió ataca l'anticlinal, que pot arribar a obrir-se abans de concloure els esforços tectònics que el configuren i a originar un relleu invers, que neix ja invertit. Quan el plec abriga un material plàstic no estratificat de gran potència, la xarnera no es percep en aquesta capa, i es parla, aleshores, de nucli del plec.
El pla axial divideix el plec longitudinalment en dues meitats i talla la xarnera per la clau. El pla axial defineix l'eix del plec, de manera que la seva trobada amb el pla horitzontal tangent a la clau de la xarnera representa el nivell d'eix que habitualment no es correspon amb el de culminació del plec. La línia que uneix els punts més alts del plec s'anomena línia de carenes. El nivell d'eix o de culminació pot variar al llarg del plec i, en aquest sentit, es parla d'elevació o descens del nivell d'eix. Quan el descens és curt i s'encaixa entre dues elevacions, es parla de sella perquè el seu perfil recorda el d'una sella. En els extrems del plec, el capbussament dels estrats es disposa en forma de semicercle, a manera d'un quart de taronja; és l'acabament o tancament periclinal (del grec peri > voltant).
Un anticlinal pot originar un altre plec que neix d'un dels seus flancs, de manera que es produeix una digitació. El radi del plec, la seva amplada, i també la seva longitud i alçària són variables: podem trobar des de replecs l'amplada dels quals amb prou feines supera alguns decímetres, i la seva alçària, algun centímetre (microplecs); fins a plecs de diverses desenes de quilòmetres d'amplada i centenars de metres d'alçària teòrica de la deformació. Igualment, podem trobar plecs d'alguns decímetres de longitud i plecs de diverses desenes de quilòmetres.
El radi de curvatura de l'anticlinal es pot conservar, de manera que el plec conserva sempre la mateixa forma; en aquest cas es diu que el plec és similar, encara que aquest tipus de plecs és més teòric que real quan es tenen en compte totes les dimensions de l'anticlinal. Quan els estrats del plec mantenen la seva potència independentment de la seva posició, parlem de plecs isòpacs, i quan no la conserven es parla de plecs anisòpacs, que és el cas més usual per les raons que anteriorment s'han comentat. Quan no és possible diferenciar els estrats, es parla d'antiforma. Quan una estructura dominantment positiva té grans dimensions i replecs acusats, parlem d'un anticlinori. Convé no confondre aquests termes amb l'anticlinal pròpiament dit.

## Tipus d'anticlinal

Esquema d'un anticlinal.

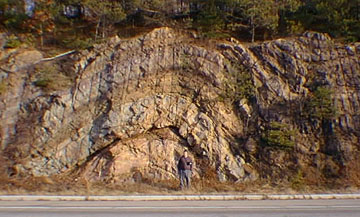
Anticlinal lleugerament inclinat.

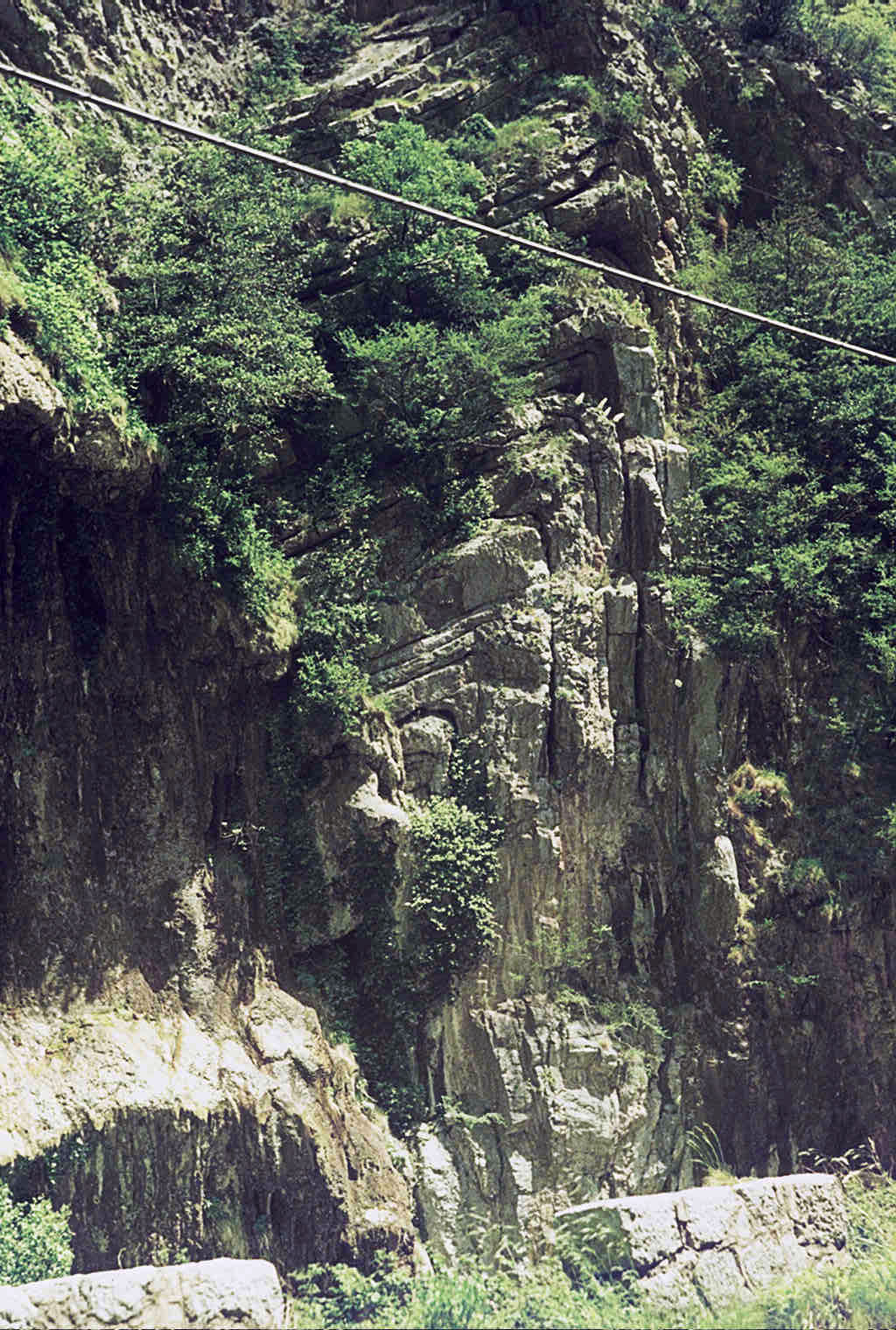
Anticlinal fortament inclinat, als Pirineus, al congost de Collegats, al costat del riu Noguera Pallaresa.

Depenent dels materials dels estrats plegats i del tipus de tectònica a què responen, els plecs anticlinals poden presentar diferents configuracions, encara que convé precisar que un mateix plec pot canviar de configuració longitudinalment, però també en profunditat, de manera que en els estrats inferiors i més antics la xarnera presenta una disposició diferent de la que correspon als estrats superiors o més moderns.
Segons la seva disposició transversal, els anticlinals poden ser:
- Recte, quan el pla axial és vertical.
- Inclinat, quan el pla no és perpendicular a la superfície terrestre. Els plecs inclinats presenten flancs dissimètrics en el capbussament. La direcció cap a la qual s'aboca el plec s'anomena convergència.
- Ajagut o ficat al llit, quan el pla és paral·lel al pla de la superfície terrestre i els flancs estan horitzontals o subhorizontals.
- Bolcat, quan l'anticlinal adopta una posició contrària, de manera que es presenta com un sinclinal. Aquest plec, com l'anterior, sol associar-se a fractures.
- En cofre o ventall, quan la xarnera és plana i forma dues curvatures per adaptar-se als flancs, de manera que el plec presenta dos plans.
- En genoll, quan un flanc és horitzontal i l'altre vertical, enllaçats mitjançant una xarnera que té forma de genoll.
- Encavalcant i fallat, quan l'anticlinal munta sobre un altre bloc i desapareix mitjançant una fractura del sinclinal que els enllaça. Es parla també de plecs encavalcants quan munten sobre una altra estructura. L'anticlinal fallat pot respondre a diferents tipus de fractura, que poden fer muntar un flanc sobre un altre i trencar el plec pel seu eix; poden estar fallats en un flanc que s'aixeca a manera de creta monoclinal, poden estar tallats per un esvoranc, etc.
- En dom, quan els estrats s'inclinen en totes direccions formant una mitja taronja, de manera que no és possible definir-ne un eix longitudinal.
- Braquianticlinal, de forma ondulada o poc allargada.
- Diapíric, quan està format per una intrusió de materials molt plàstics, generalment salins. Els diapírics formen cúpules que sovint s'obren com a conseqüència dels esforços i formen relleus invertits. En general, les intrusions diapíriques deformen anticlinals en els quals n'eleven l'eix localment per formar un dom.

Tant aquests tipus com els que es poden descriure sobre la base de la forma longitudinal només són observables localment, i més en una consideració teòrica que real, perquè un plec canvia diverses vegades de forma al llarg del seu eix i en profunditat.

## Formes de relleu pròpies de l'estructura anticlinal
L'estructura és una abstracció per descriure la carcassa que configura el plec, però rarament un anticlinal s'ajusta per complet a la descripció teòrica de l'estructura, amb tots els seus estrats i sense alteracions significatives. Només en casos excepcionals, com passa amb els plecs que van ser fossilitzats quan s'acabaven de formar i que s'estan exhumant ara, podem trobar aquesta situació; llavors, diem que és un plec original. Però el més normal és trobar anticlinals afectats per processos erosius que han perdut part dels materials i fins i tot han pogut ser oberts, esventrats, per oferir una imatge inversa de la disposició estructural.
Per això, quan els plecs estan conformes amb l'estructura i presenten amb pocs retocs la disposició que l'estructura assigna al relleu, se sol parlar de plecs originals. Quan els retocs són més grans, però continuen mantenint els trets que l'estructura proporciona al relleu, alguns autors parlen de quasioriginal o, en terme llatí, penioriginal. Quan un plec anticlinal ha perdut els estrats superiors però els existents en nivells inferiors expressen la geometria i la forma topogràfica original, l'anticlinal és conforme amb l'estructura, diem llavors que és un anticlinal derivat. Quan l'anticlinal ha estat desmantellat, els estrats no dibuixen la xarnera que ha desaparegut, i la forma topogràfica no respon a l'estructura, l'anticlinal és no conforme i presenta un relleu invertit. No obstant això, en tots aquests casos l'estructura anticlinal determina la forma del relleu, i per això es parla de relleu estructural. Les formes de relleu que pot presentar l'estructura anticlinal són:
- Volta anticlinal conforme, amb forma de llom tancat per una capa rígida que en constitueix la volta. El tipus més comú és el que apareix en l'estil de relleu juràssic (perquè caracteritza la regió del Jura) i ha servit per proporcionar la nomenclatura de les principals característiques d'aquests plecs. Així, el llom anticlinal s'anomena mont, i pot estar tallat perpendicularment al seu eix per una cluse (en català es pot traduir per falç, encara que, reconegut el nom científic, és preferible anomenar-lo «cluse» que «clixé»); si bé, convé tenir en compte que el tall no sempre resulta perfectament perpendicular, sinó que pot ser oblic o sinuós, però sempre transversal al plec. Sobre els flancs poden instal·lar-se rierols cataclinals, que descendeixen seguint el capbussament, són els ruz, que acaben conformant els estrats del flanc en facetes triangulars o arcades, o chevrons (que en català s'ha traduït de diverses maneres: xebrons, gallons', crestalls...). És freqüent que alguna de les capes externes, més resistents, eliminades en la xarnera, es mantinguin en el flanc, formant crestes que s'adossen al llom anticlinal. Quan en el flanc alternen materials de diferent competència, aquestes crestes queden separades del llom anticlinal, o bé separades les unes de les altres per depressions paral·leles a l'eix del plec, són les depressions ortoclinals. Depressions que, tot i que no tenen una continuïtat tan neta, també poden aparèixer després de les arcades dels xebrons. Les voltes anticlinals poden aparèixer, però, en molts altres tipus de relleus, ja siguin apalatxians, plecs exhumats, estils complexos, etc.

- Anticlinal no conforme, invertit, formant una depressió en l'àrea corresponent al nucli, dominada per crestes formades en els flancs. En l'estil juràssic s'anomena combe. Per tal que existeixi corbi, el nucli de l'anticlinal ha d'estar constituït per materials menys competents que els externs. Així, bé sigui perquè les fractures de la xarnera possibiliten un ràpid atac, bé sigui a causa de l'encaixament del ruz que arriba al nucli, bé perquè una ejecció diapírica ha rebentat el plec, per atac des d'una cluse, o perquè la xarnera ha estat eliminada a mesura que el plec es formava, l'erosió ha progressat en el nucli, respectant els flancs que queden conformats en crestes. En el cas que en els flancs apareguin estrats de diferent consistència, entre les crestes formades en els materials més competents, apareixen depressions ortoclinals. Com en el cas anterior, l'anticlinal invertit pot aparèixer en diversos estils de plecs. És normal en l'estil apalatxià i és el més habitual en els estils invertits.

- Comba anular, quan un anticlinal ha estat desmantellat, obert en comba, però un estrat resistent en el nucli del plec reprodueix el llom anticlinal, forma un anticlinal derivat, que s'aixeca sobre una depressió ortoclinal que l'envolta, i és dominat per les crestes dels flancs, o dels sinclinals penjats que l'enquadren. És freqüent en els relleus de plegament invertits.

- Anticlinals arrasats, és el cas extrem en què l'anticlinal hagi estat arrasat per una superfície d'erosió sobre la qual, posteriorment, actuen nous processos de desmantellament que posen en valor les capes més resistents i s'encaixen en les depressions. D'aquesta manera, es formen uns relleus de crestes concèntriques, separades per depressions. Aquesta forma és característica dels relleus apalatxians.